# Юхвид, Леонид Аронович
Леони́д Аро́нович Ю́хвид (22 апреля [5 мая] 1909, Гуляйполе, Екатеринославская губерния — 5 сентября 1968, Харьков) — украинский  советский прозаик и драматург, сценарист, редактор, фронтовой корреспондент.

## Биография
Родился 22 апреля (5 мая) 1909 году в Гуляйполе Александровского уезда Екатеринославской губернии в семье юриста. Образование неоконченное среднее.
Литературную деятельность начал в 1925 году. В 1927 году напечатал свои первые рассказы «Будёновка», «Крицевый конь» в криворожской газете «Красный горняк» (укр. «Червоний гірник»), где с 1929 года работал редактором. Редактировал журнал «Кривбасс», состоял в Криворожском литературном объединении.
С 1935 года работал литератором в Харькове. Член ВКП(б) с 1931 года.
Автор либретто знаменитой советской оперетты «Свадьба в Малиновке» (1936). Первоначальная её постановка была на музыку А. П. Рябова, на украинском языке. Известность же она приобрела после того, как один из руководителей Московского театра оперетты Г. М. Ярон привлёк к переработке оперетты композитора Б. А. Александрова и драматурга-либреттиста В. Я. Типота. Самобытные характеры, яркий народный язык, сочный юмор определили широкое распространение и сохранение этой пьесы в репертуаре театров.
В 1941—1945 годах — военный корреспондент фронтовой газеты «Во славу Родины» 3-й гвардейской танковой армии, редактор на радиостанции «Днепр».
В 1967 году на киностудии «Ленфильм» по мотивам оперетты был создан широкоформатный цветной фильм «Свадьба в Малиновке» с плеядой актёров, ставший шедевром советского кинематографа. Автором сценария этой комедии выступил Л. А. Юхвид. Картина стала хитом проката: в год выпуска она поднялась на второе место по количеству просмотров в кинотеатрах, уступив только «Кавказской пленнице».
Умер 5 сентября 1968 года в Харькове, где и похоронен на городском кладбище № 12.

## Творчество
- сборник рассказов На жизнь, 1931
- повести:
  - Вовка, 1953
  - Оля, 1967
- роман Взрыв, 1932
- пьесы:
  - Свадьба в Малиновке, 1936
  - Черноморец
  - Моя знакомая
  - Чудесный край
  - До встречи в мае
  - Мишка Конюшенко, 1946
  - Ночь в июне

## Крылатые фразы
Авторству Юхвида принадлежат следующие крылатые фразы из кинофильма «Свадьба в Малиновке»:
- — А то я у тебя голову отвинчу, и скажу, шо так и було… (Попандопуло)
- — И шо я в тебя такой влюблённый, а? (Попандопуло)
- — Скидавай сапоги, власть переменилась! (Нечипор)[6]
- — Слыхал, что сказал Риголетто? — Не, я тогда, наверно, на дежурстве был. (Петря и Вася)
- — Так ты ж вундеркинд! — А шо это такое? — А чёрт его знает! — А говоришь?! — А слово красивое… (Попандопуло и Назар)
- — Трубка 15, прицел 120, бац-бац… и мимо! (Яшка)
- — Ты мне дай такую работу, чтоб все работали, а я на них кричал. (Яшка)
- — Ты со мной так не шути, а то у меня о-очень нервная система… (Попандопуло)
- — Щас они там без меня усё разграбят. А надо, шоб они со мной усё разграбили… (Попандопуло)
- — Я извиняюсь, у Вас мигрень не бывает? — У нас никто не бывает, такая скука… (Яшка и Гапуся)